# Eleanor Searle
Pour les articles homonymes, voir Searle.
Eleanor Millard Searle, née le 29 octobre 1926 à Chicago et morte le 6 avril 1999 à Pasadena, est une médiéviste américaine.

## Biographie
Membre de l'Académie médiévale d'Amérique (The Medieval Academy of America) dont elle fut la présidente de 1985 à 1986, Eleanor Searle est décédée le 6 avril 1999 à l'âge de 72 ans.

## Publications
- Lordship and Community: Battle Abbey and Its Banlieu, 1066-1538. Pontifical Institute of Mediaeval Studies, Department of Publications, 1974.  (ISBN 0888440189)
- The Chronicle of Battle Abbey. Oxford University Press, 1980.  (ISBN 0198222386)
- Predatory Kinship and the Creation of Norman Power, 840-1066. Berkeley: University of California Press, 1988.  (ISBN 0520062760)